# Ophthalmitis poliaria
Ophthalmitis poliaria är en fjärilsart som beskrevs av George Francis Hampson 1902. Ophthalmitis poliaria ingår i släktet Ophthalmitis och familjen mätare. Inga underarter finns listade i Catalogue of Life.